# Freie Strukturierung
Der Begriff der freien Strukturierung wurde von der tschechischen Pädagogin Barbora Jeřábková geprägt, „als möglichst zutreffende Bezeichnung für eine völlig freie und unverwechselbare Art, das eigene Denken festzuhalten“. Es baut auf Ansätzen auf, die auf Mindmaps und Begriffslandschaften basieren. Im Gegensatz zu diesen ist es jedoch nicht erforderlich, eine Hierarchie auszudrücken oder gar Verbindungen herzustellen. Der Suche nach einer geeigneten, systematischen Beschreibung solcher Graphenstrukturen widmete sich in der Vergangenheit z. B. der führende tschechische Mathematiker Doc. Zdeněk Hedrlín, auf dessen Grundlage der Prototyp orgpad.org und später unabhängig davon das Werkzeug OrgPad.com entstanden ist, das sich in aktiver Entwicklung befindet.